# باتريشيا بيريز
باتريشيا بيريز (بالإسبانية: Patricia Pérez) هي ممثلة ومقدمة وكاتبة إسبانية، ولدت في 5 ديسمبر 1973 في لا كانيثا في إسبانيا.

## روابط خارجية
- باتريشيا بيريز على موقع IMDb (الإنجليزية)
- باتريشيا بيريز على موقع قاعدة بيانات الفيلم (الإنجليزية)

لا توجد روابط لمواقع التواصل الاجتماعي.